# Middlefield (Ohio)
Middlefield è un villaggio degli Stati Uniti d'America, situato nello stato dell'Ohio, nella contea di Geauga.